# 사나 사이드
사나 사이드(Sana Saeed, 1988년 9월 22일 ~ )는 인도의 배우, 모델이다.

## 출연 작품
- 스튜던트 오브 더 이어 (2012)